# Acaena frondosibracteata
Acaena frondosibracteata é uma espécie de rosácea do gênero Acaena, pertencente à família Rosaceae.